# Karsvik

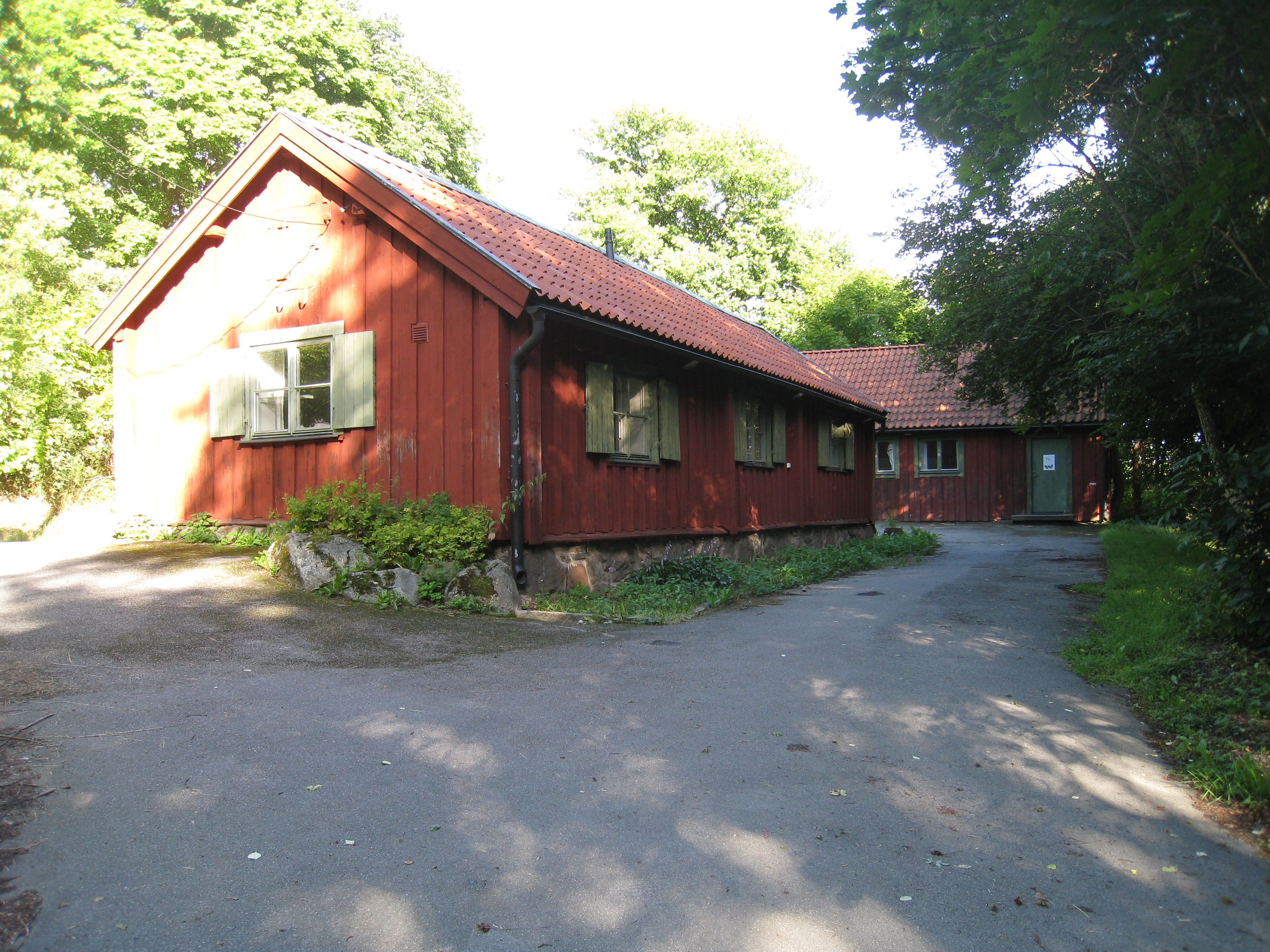
Karsviks Östergård i Norra Ängby antas vara byggd på 1600-talet. Vy med stugans västra och södra väggar.

Karsvik eller Karsviks by är namnet på en gård som på 1500-talet låg i Norra Ängby i Bromma, Västerort. Gården låg då vid den nu försvunna Ängbysjöns norra strand. Byn Karsvik låg i den östra delen av nuvarande parken, Karsviks hage. Östergårdens manbyggnad finns ännu kvar. 
Numera disponeras gården och den senare uppförda sidobyggnaden av Mälarscouterna, som håller sina scoutmöten i Karsviks hage, som blev nyrenoverat under 1995.

## Allmänt

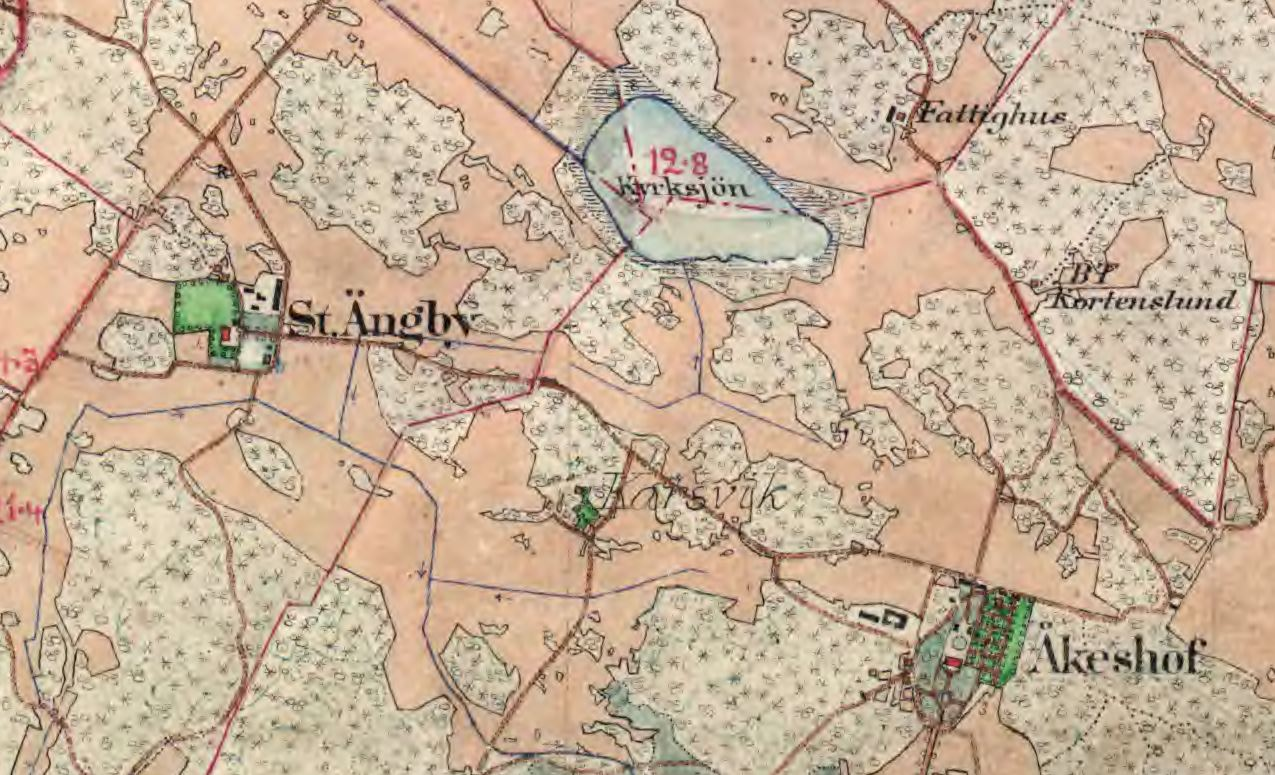
Karsvik mittemellan Stora Ängby och Åkeshov, Häradsekonomiska kartan från sekelskiftet 1900.

Karsviks Östergård är en kvarleva från de gamla bondbyarna i Bromma. Långt in på 1800-talet fanns ytterligare två gårdar i byn, Västergården och Mellangården. Byn låg från början vid den nu försvunna Ängbysjöns norra strand. Karsviks Östergård är en knuttimrad parstuga. Huset har restaurerats och ytterdörren är flyttad från södra långsidan till den norra. Östergården var länge bostad åt drängar och statare på Åkeshov.
Den stora ängen mellan byplatsen och Vultejusvägen kallas Karsviks hage. Hagen brukades som åkermark in på 1930-talet. Höjdsträckningen i Karsviks hages sluttning mot norr är en ändmorän, något som finns på flera platser i Bromma. Karsviks hage omfattar också grönområdet nordväst om Vultejusvägen.
Karsviks by ingick i såväl Åkeshov som Ängby ägor. Ängby köptes år 1635 av friherre Åke Axelsson Natt och Dag. Stora Ängby by sträckte sig vid denna tid från Kyrksjön i norr ner till Mälarens strand vid Tyska Botten i södra Blackeberg. Karsviks by låg åt öster och i väster var gränsen mot Spånga socken.
På 1650-talet slogs gårdarna i byn samman till ett säteri, vars första sätesbyggnad finnes bevarad i dagens flygelbyggnad. År 1689 köptes säteriet av Johan Gabriel Stenbock. Han sålde det år 1692 till kanslirådet Baltzar Ehrenstolpe som några år därefter byggde dagens huvudbyggnad. Enligt uppteckningar gjorda vid 1900-talets början uttalas namnet Kasvik, vilket överensstämmer med det äldsta skriftliga belägget för namnet. År 1409 skrevs namnet Kaswik och 1480 och 1538 skrevs namnet Karswiik, enligt Stockholms stads tänkebok, 1474-1483, sidan 259. Namnet syftar troligen på en nu torrlagd vik av sjön Judarn. Enligt Jöran Sahlgren är den första leden i namnet är säkerligen ordet kas(e) "rishög". Själva sockennamnet Bromma nämns första gången i en urkund författad år 1331.

## Historik
Karsviks Östergård är en kvarleva från de gamla bondbyarnas tidevarv. Gården ligger vid Tegnebyvägen i Norra Ängby. I dokumenthandlingar från 1348 kan man läsa om Karswik. I dokumentet från 1348 står det att byn Karsviks gård är känt och då låg vid den nu försvunna Ängbysjöns norra strand och då fick Sankta Klara kloster 1/2 örtugland som donation. Den jorden lades troligen till klostrets angränsande egendomar i Ängby. Enligt en kommentar, som det står skrivet om i Stockholms gatunamn, är en uppgift felaktig. Där står det att uppgiften om att Karsvik donerats till Klara kloster 1348, uppgivet av Klockhoff i Bilaga till arbetet "Danviks hospital". Den uppgiften är felaktig. Den vilar på Nordbergs Clara Minne. Det brev som Nordberg åberopar avser istället Varsvik i Edebo socken. 
Karsvik tillhörde under 1400-talet och 1500-talet Helgeandshuset och kom under 1600-talet att ligga under Åkeshov. År 1539 bodde fem landbönder i byn Karsvik. Ett par av gårdarna hörde då under kyrkan och kom sedan under Danviks hospital och slutligen under Åkeshov och Ulvsunda. 
Karsvik låg inom Stora Ängbys område, som i början av 1700-talet ägdes av legationssekreteraren Baltzar Ehrenstolpe han hade invandrat från Tyskland och hette Baltzar Brandenburg innan han adlades med namnet Ehrenstolpe 1692. Ännu in på 1800-talet bestod Karsviks by av Västergården, Mellangården och Östergården. År 1825 utgjorde folkmängden i Bromma socken enligt Kronofogdes uppgift 597 personer.

## Karsviks Östergård

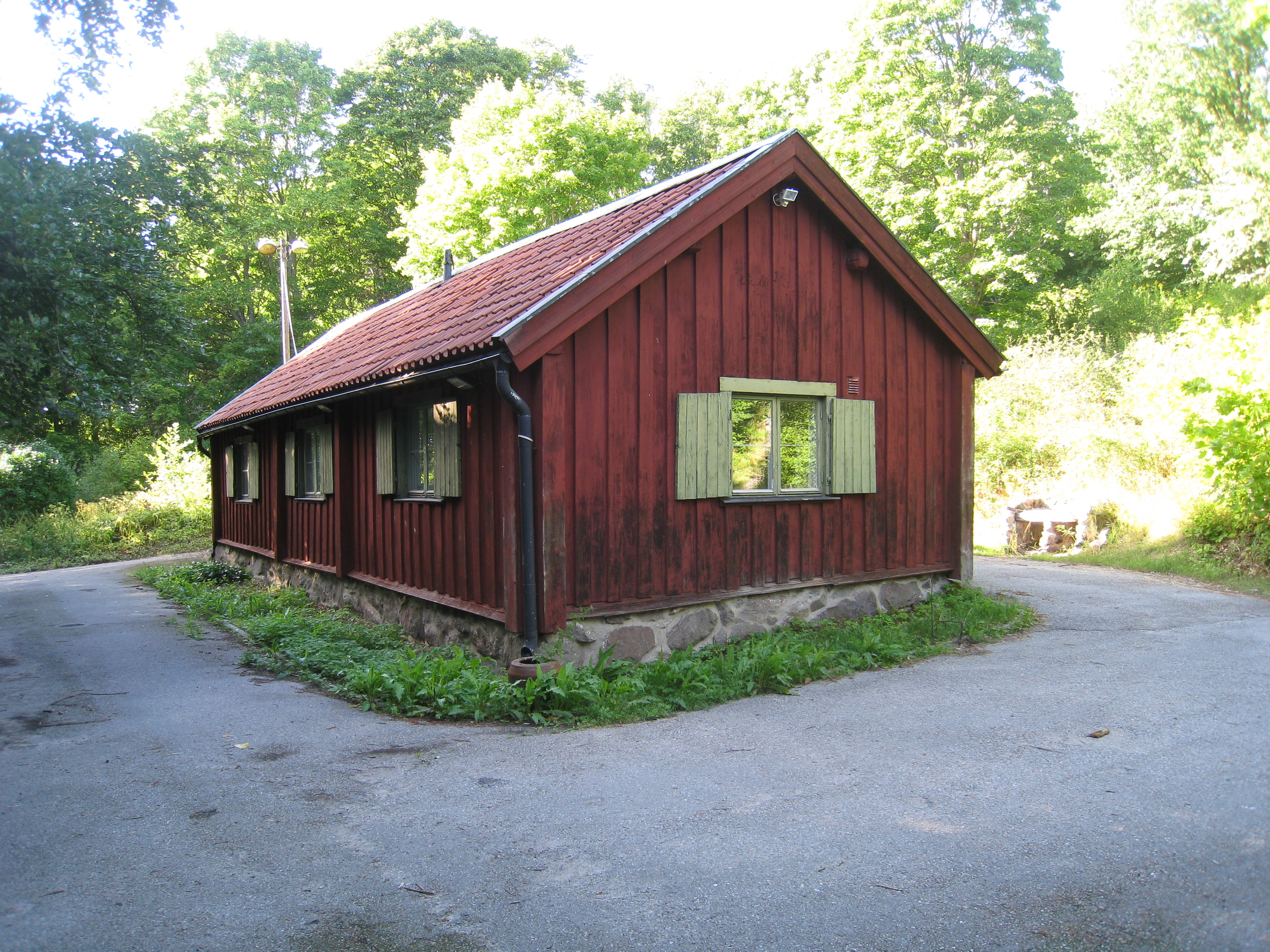
Karsviks Östergård, 2013.

Under lång tid har Östergården fungerat som bostad åt statare och drängar på Åkeshov. Den sista invånaren var Johanna Christina Burman, som bodde i huset till 1932, då hon var 75 år. Vid den gamla Karsviks by finns bara boningshuset Karsviks Östergård fortfarande kvar. Det är den enda återstående delen av gården från 1600-talet. Tidigare låg här de tre gårdarna Västergården, Mellangården och Östergården. De var omgivna av visthus och bodar. Varje gård hade förutom boningshus förrådsbodar, källare. stall, loge, fähus, svinhus och bastu. I byn fanns också ett bränneri, där man gjorde brännvin. Dessutom fanns ett brygghus och en smedja.
Boningshuset var en så kallad parstuga i en våning med en förstuga (farstu) i mitten. Innanför den ligger en kammare. Parstugan hade två rum, så kallade stugor över hela husets bredd. På ömse sidor låg de två storstugorna med sina stora, öppna spisar. I kammaren stod en stolpsäng och ett skåp. I storstugorna fanns bord och fållbänkar, som också användes som sängplatser. I taket hängde brödkakor på trästänger och på en av långväggarna sitter en hylla med fat och tallrikar av trä eller tenn. Intressanta invändiga detaljer är takbjälkar, spis och dörren, som nu är en blinddörr mellan den tidigare förstugan och kammaren. Stugan kan antas vara byggd under 1600-talet, då det finns kvar beslag av 1600-talskaraktär.

## Platåhuset i Karsvik i Norra Ängby

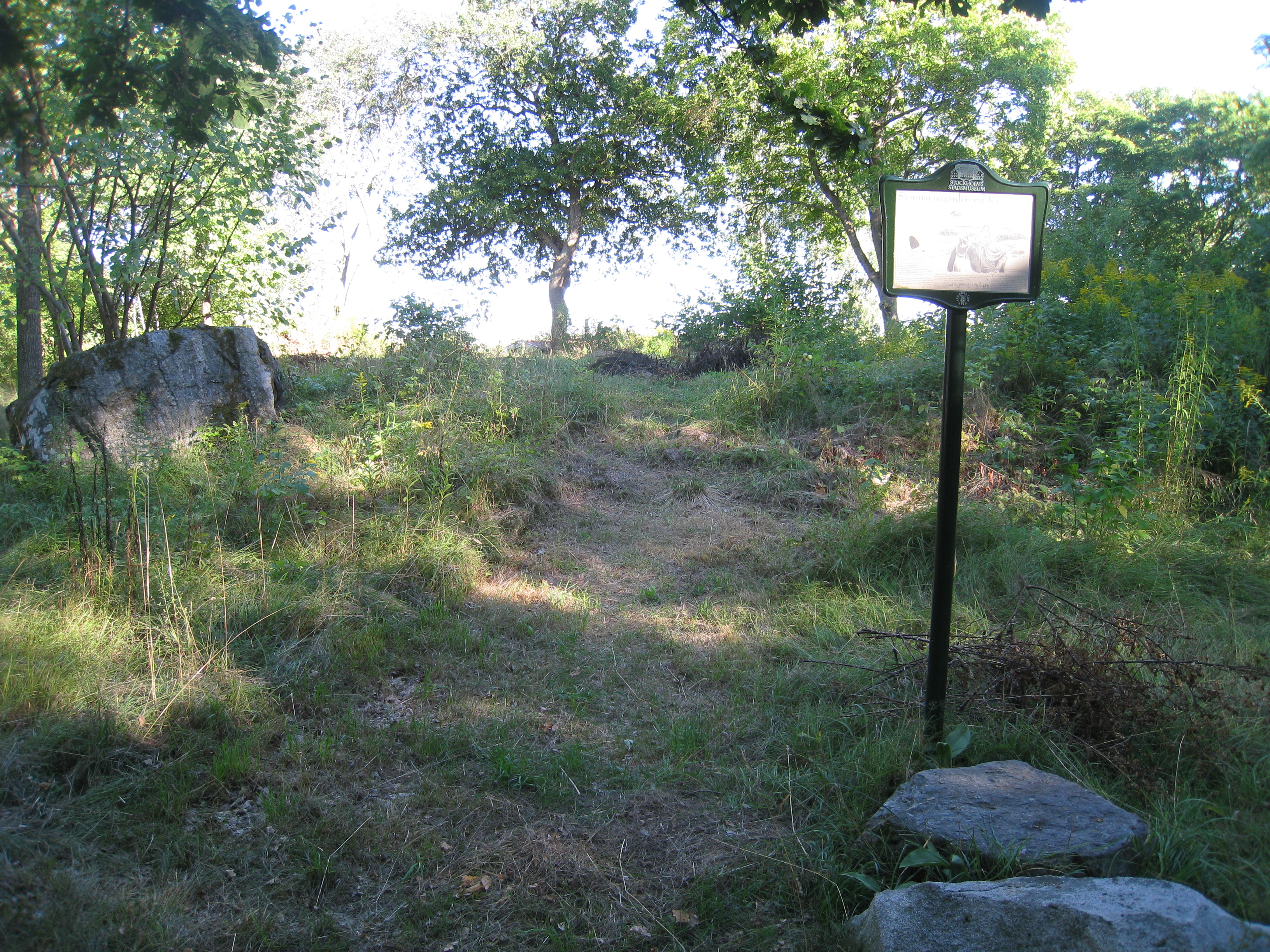
Karsvik platåhus RAÄ 226, 2013.

Vid Karsvik i Norra Ängby finns den märkliga stormannahallen (RAÄ 226). Fornlämningen ligger i ett skogsparti ovanför Östergården, som tillhörde Karsviks by. Vid ett strövtåg bland Brommas fornlämningar 2002 fann Nils Ringstedt, doktor i arkeologi och med stort intresse för hembygdens fornminnen, ett platåhus, det vill säga en stor husgrundsterrass, i Norra Ängby. Han letade då efter husgrundsterrasser, som skulle ligga nordväst om Karsviks gård, söder om Tacitusvägen i Norra Ängby.. Han nyupptäckte då en husgrundsterrass, som kan räknas till kategorin platåhus.
I anslutning till detta platåhus låg ytterligare enstaka mindre hus. Platåhuset gavs en markerad och framträdande plats i landskapet genom att huset var byggt på en platå med stensatta kanter och svängda långsidor. Det finns fornlämningar som utgörs av husgrunder, stensträngar och gravar omedelbart väster och öster om Karsviks gård. I Stockholmstrakten är gårdar med platåhus ovanliga. Troligen hade ägaren hög status och husen kan ses som aristokratiska residens. Högst ett 20-tal kända platåhus finns i Sverige. Vanligen dateras gårdar med platåhus till folkvandringstid - Vendeltid, ca 400-700 e.Kr. 

## Arkeologiska undersökningarna vid Karsvik 2008 och 2009
Åren 2008 och 2009 undersökte Stockholms universitet husgrundsplatån, stensättningen och en husgrund från äldre järnåldern i Karsvik. Nils Ringstedt och Bengt Windelhed, Bromma hembygdsförening, grävde under stenar, som omgav fägatan, för att datera den. Föremålsfynd i den stora stensättningen påträffades. Man fann bland annat vikingatida skifferbrynen. Där fanns även brända ben från spädgris. Rester av en vikingatida grav grävdes fram på platsen för "femstenaröset" vid den lagenliga stenröset som markerade den gamla bytomten. Här fanns rester efter ett av fyra tidigare existerande så kallade "femstenarör". Här var fynden till exempel en pilspets, båtnitar, delar av en kam från 900-talet, keramik och brända ben. Pilspetsen med tånge (skaft) är den enda i sitt slag, som påträffats i Bromma. 
Universitetets arkeologiska utgrävningar visade att platsen tycks ha varit kontinuerligt bebyggd från åtminstone bronsålder till nutid. Platån är från yngre järnålder, sannolikt vikingatid (ca 800 e.Kr. – 1050 e.Kr.). Byggnaden på platån har troligen varit en stor treskeppig hall för en storman i området. Taket bärs upp av två stolpar. Då bildas tre längsgående avdelningar, så kallade skepp i huset. Skepp är delar av en byggnad som delas längs längdaxeln med kolonner, pelare eller liknande. De kan även kallas nav, från latinets navis som betyder skepp. En byggnad som ej delas kan kallas för enskeppig. Ägaren måste ha haft hög social status med hänsyn till att det är en ovanlig byggnad i Stockholm. Det understa lagret i platåhuset kunde dateras till bronsåldern. Man påträffade en förkolnad rest av en stolpe. Den kan med 95,4 % säkerhet sannolikt 14C-dateras (14C utläses ”kol fjorton”) till mellan 660 och 820 e.Kr. Föremål från medeltid och nyare tid hittades. Fynd i platån från vikingatiden var bland annat brynen, keramik och en grön glaspärla, men även bitar av järnslagg, en kniv, spikar och lerklining. ".